# Pomnik z Lihuli
Pomnik z Lihuli – potoczna nazwa pomnika upamiętniająca Estończyków walczących o wolność Estonii przeciwko Związkowi Radzieckiemu w okresie II wojny światowej. Pomnik położony jest w Lagedi, niedaleko Tallinna.
Pomnik był usuwany dwa razy, zanim znalazł się w miejscu w którym stoi obecnie. Pierwotnie odsłonięty w Parnawie w 2002 został rozebrany dziewięć dni później, kiedy premier Estonii Siim Kallas potępił postawienie pomnika. Pomnik został następnie przeniesiony do miejscowości Lihula w 2004, a ostatecznie, 15 października 2005 roku został odsłonięty w Lagedi na terenie prywatnego Muzeum Walki o Niepodległość Estonii.
Monument przedstawia żołnierza w mundurze, w niemieckim hełmie z II wojny światowej oraz flagę Estonii wkomponowaną w Krzyż Wolności. Oprócz płaskorzeźby z brązu na pomniku umieszczono pamiątkową tablicą z dedykacją: "Estończykom walczącym w latach 1940-1945 przeciwko bolszewizmowi i o odbudowę niepodległej Estonii".
Odsłonięcie pomnika wywołało kontrowersje wśród niektórych środowisk poza Estonią, ponieważ monument upamiętnia Estończyków, którzy walczyli z sowietami w szeregach armii fińskiej, w jednostkach Wehrmachtu oraz w 20 Dywizji Grenadierów Waffen SS.